# São João da Boa Vista (Tábua)
São João da Boa Vista é uma povoação portuguesa sede da Freguesia de São João da Boa Vista do município de Tábua, freguesia com 10,0 km² de área e 393 habitantes (censo de 2021), tendo, por isso, uma densidade populacional de 39,3 hab./km².
Até 7 de dezembro de 1927 o seu nome era Oliveira de Fazemão.

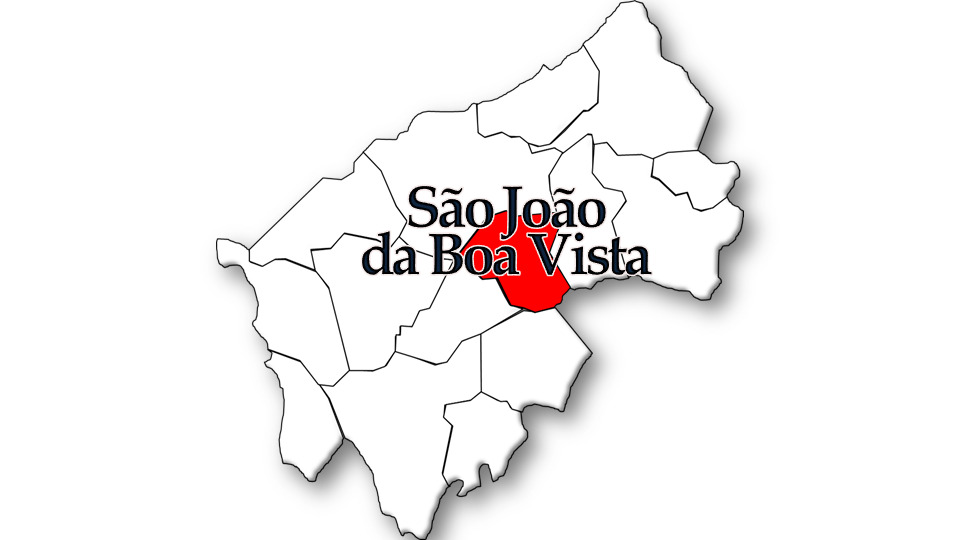
Localização da freguesia no Município de Tábua

## Demografia
A população registada nos censos foi:
| Distribuição da População por Grupos Etários | Distribuição da População por Grupos Etários | Distribuição da População por Grupos Etários | Distribuição da População por Grupos Etários | Distribuição da População por Grupos Etários |
| -------------------------------------------- | -------------------------------------------- | -------------------------------------------- | -------------------------------------------- | -------------------------------------------- |
| Ano                                          | 0-14 Anos                                    | 15-24 Anos                                   | 25-64 Anos                                   | > 65 Anos                                    |
| 2001                                         | 64                                           | 64                                           | 219                                          | 137                                          |
| 2011                                         | 60                                           | 44                                           | 206                                          | 143                                          |
| 2021                                         | 48                                           | 30                                           | 205                                          | 110                                          |

## Património
- Igreja de São João Baptista
- Capela de S. Sebastião